# Боровани (Чешке Будјејовице)
Боровани (чеш. Borovany) град је у Чешкој Републици. Град се налази у управној јединици Јужночешки крај, у оквиру којег припада округу Чешке Будјејовице.

## Становништво
Према подацима о броју становника из 2014. године град је имао 4.090 становника.